# 징강산
징강산(중국어 간체자: 井冈山, 한자음: 정강산)은 중국 장시성과 후난성의 경계에 위치한 산이다. 장시성 서남부 깊숙한 변경에 위치하였으며 서쪽으로 후난 성과 경계를 이룬다 면적은 670 km2이고 평균 고도는 해발 381.5m, 가장 높은 곳은 1841m이다. 사방이 깎아지른 듯한 절벽으로 둘러싸여 있어 매우 험난하다.

## 개요
징강산은 "대소오정"(大小五井)이라고도 부르는데 대정(大井), 소정(小井), 상정(上井), 하정(下井), 중정(中井) 등 5개의 샘이 있어서 그렇게 부른다.
징강산은 중국인민해방군의 전신인 홍군의 탄생지로 유명하며 "중국 혁명의 요람"으로 불린다. 1927년 추수 봉기에 실패한 마오쩌둥은 남은 부하 1,000여명을 이끌고 천혜의 요새인 징강산에 근거지를 마련하였다. 이 산에서 마오는 세력을 키워 중화소비에트공화국을 세울 수 있었다. 1928년 5월에 또다른 홍군 사령관 주더의 부대가 이곳으로 도착하여 마오쩌둥의 부대와 합류하여 비로소 홍군 제4군이 창설되었다.
문화혁명 때 이곳은 어린 홍위병들의 성지로 반드시 방문해야하는 장소가 되었다.

## 같이 보기
- 난창 봉기
- 추수 봉기